# Limnophila pictipennis
Limnophila pictipennis är en tvåvingeart som först beskrevs av Johann Wilhelm Meigen 1818.  Limnophila pictipennis ingår i släktet Limnophila och familjen småharkrankar. Arten är reproducerande i Sverige. Inga underarter finns listade i Catalogue of Life.

## Bildgalleri

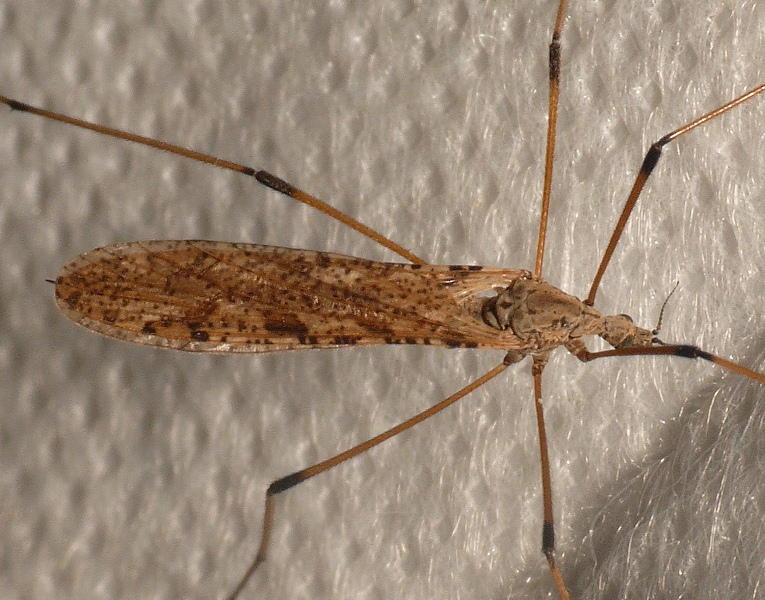